# 心懷邪念者蒙羞

這句座右銘出現在嘉德勳章的圖案上，圍繞著英國皇家徽章的盾牌，而這個徽章是在蘇格蘭以外的地區使用的。

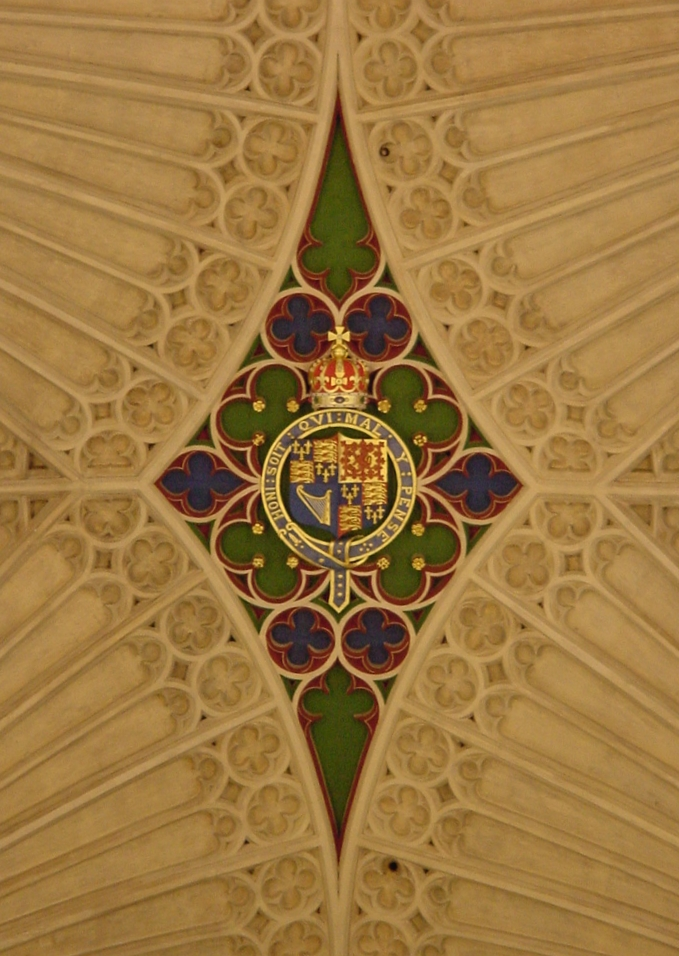
這句座右銘可以在17世紀巴斯修道院天花板上的皇家徽章中看到。

（英國 /ˌɒni ˌswɑː kiː ˌmæl i ˈpɒ̃s/；美國 /- ˌmɑːl -/；法語：[ɔni swa ki mal i pɑ̃s]）是盎格魯-諾曼語中的一句格言，這種語言是中世紀英格蘭統治階層所使用的一種古諾曼語方言，意思是心懷邪念者蒙羞，通常解釋為「對此心存惡念者應感羞愧」（shame on anyone who thinks evil of it）。這句話是英國最高榮譽的騎士勳章嘉德勳章的座右銘，除了在蘇格蘭以外，這是所有英國騎士勳章中最高的榮譽。